# Paul Taffanel

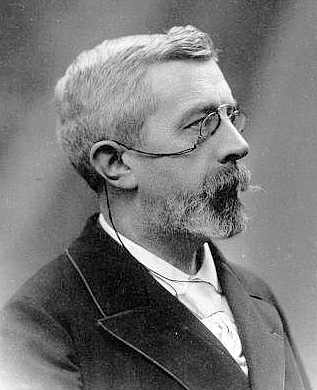
Paul Taffanel

Claude Paul Taffanel (Bordeaux, 16 september 1844 - Parijs, 22 november 1908) was een Frans fluitist, die wordt beschouwd als de grondlegger van de Franse fluitschool die wereldwijd toonaangevend was voor zowel de composities voor fluit als de uitvoeringspraktijk tot ver in de 20e eeuw.
Taffanel kreeg zijn eerste fluitlessen toen hij negen jaar oud was van zijn vader die muziekleraar was in Bordeaux. Toen hij tien was gaf hij al zijn eerste concert in La Rochelle waar zijn vader kapelmeester was.
Op zijn 14e begon hij met studeren aan het Conservatoire de Paris bij Louis Dorus (degene die de Böhmfluit in Frankrijk invoerde), waar hij in 1860 afstudeerde. Toen hij 16 was won hij de eerste van vele prijzen voor zijn fluitspel. Nog tijdens zijn studie werd hij fluitist bij de Parijse Opéra-Comique (1862 – 1864) en daarna bij de "grote" Opéra, waar hij vanaf 1871 solofluitist was. Tegelijkertijd was hij eerste fluitist van het Conservatoriumorkest. Taffanel gaf concerten in, naast Frankrijk, Duitsland, Engeland en Rusland.
In 1879 richtte Taffanel de Société de musique de chambre pour instruments à vent (Genootschap voor kamermuziek voor blaasinstrumenten) op, waarmee hij onder andere de muziek voor blazers van Mozart opnieuw onder de aandacht bracht en het schrijven van nieuwe composities voor blazers bevorderde (bijvoorbeeld de Petite Symphonie voor blazers van Charles Gounod). Het genootschap speelde een belangrijke rol om de dominantie in de kamermuziek van strijkers en piano te doorbreken.
In 1890 werd hij operadirigent aan het Parijse conservatorium, en in 1893 werd hij fluitdocent aan het conservatorium. Hij voerde er belangrijke veranderingen door in het onderwezen repertoire en lesmethoden, onder andere door de muziek van buitenlandse componisten als Bach weer op het programma te zetten. Hij leerde zijn studenten dat ze licht moesten spelen, met een gecontroleerd vibrato. In 1897 werd hij hoofd van de orkesten, terwijl hij ook fluitdocent bleef.
Hij maakte een aanvang met het schrijven van een methode voor fluit Méthode complète de flûte, welke na zijn dood werd afgemaakt door een van zijn studenten, Philippe Gaubert. Nu wordt dit werk als een standaardmethode beschouwd.
Taffanel was een van de musici die probeerde een nationale muziekstijl te ontwikkelen in Frankrijk. Als componist schreef hij een aantal werken die tegenwoordig deel uitmaken van het standaardrepertoire voor fluit, waaronder:
- Andante Pastoral et Scherzettino
- Grande Fantaisie (op de opera Mignon van Ambroise Thomas)
- Fantaisie, Thèmes (op de opera Der Freischütz van Carl Maria von Weber)
- blaaskwintet

Taffanel kreeg een zenuwinzinking in 1901 en overleed in Parijs op 22 november 1908.
- Bibsys: 99025291
- Biblioteca Nacional de España: XX1559659
- Bibliothèque nationale de France: cb14789727q (data)
- CiNii: DA10483658
- Gemeinsame Normdatei: 117196908
- International Standard Name Identifier: 0000 0001 1443 2945
- Library of Congress Control Number: n83188384
- Nationale Bibliotheek van Letland: 000059789
- Base Léonore: LH//2562/17
- MusicBrainz: b81c7ece-a099-44a7-95d1-0d4a14cd9e06
- Bibliotheek van het Japanse parlement: 01150185
- Nationale Bibliotheek van Tsjechië: jn20000605258
- Nationale bibliotheek van Australië: 35771485
- Nationale Bibliotheek van Israël: 987007284357905171
- Nationale Bibliotheek van Polen: a0000001643686
- Nederlandse Thesaurus van Auteursnamen: 097389064
- Istituto Centrale per il Catalogo Unico: LIGV047995
- LIBRIS: 260460
- SNAC: w6sj1w86
- Système universitaire de documentation: 078617049
- Trove: 1079878
- Virtual International Authority File: 47025717
- WorldCat: E39PBJpYvJfxKhm8hfPJbXhCQq